# Río Tastavins
Der Río Tastavins (katalanisch: Riu de Tastavins) ist ein linksseitiger Nebenfluss des Río Matarraña im Nordosten Spaniens. Er bildet damit einen Teil des Stromsystems des Ebro.

## Geografie
Der Tastavins entspringt mit mehreren Quellbächen (Barranco de la Escresola und Barranco de Escalona) im Bergland der Ports de Tortosa-Beseit an der Grenze der Provinzen Teruel und Castellón, durchfließt die Orte Peñarroya de Tastavins und die etwas abseits gelegenen Gemeinden Ráfales und La Portellada und mündet rund vier Kilometer westlich von Valderrobres in den Matarraña.
Das Einzugsgebiet des Flusses umfasst den Südwesten der Comarca Matarraña und die Gemeinde Herbés in der Provinz Castellón.
In der Gemeinde La Portellada fällt der Fluss über den rund 20 Meter hohen Wasserfall Es Salt in die Tiefe.